# Val Lewton
Val Lewton (Jalta, 7 mei 1904 - Los Angeles, 14 maart 1951) was een Amerikaanse filmproducent onder contract bij RKO Radio Pictures, vooral beroemd door zijn intelligente horrorfilms, die nu beschouwd worden als de eerste thrillers, en de grote inspiratie geweest zouden zijn voor het oeuvre van Alfred Hitchcock.

## Geboorte en jeugd
Val Lewton werd op 7 mei 1904 als Vladimir Leventon geboren te Jalta, op de Krim, deel van het Russische keizerrijk (het huidige Oekraïne). Hij werd geboren in een artistieke familie, waar altijd een grote waardering voor theater werd getoond, en ook voor het nieuwe medium, film. Vladimirs vader en moeder waren beiden verdienstelijke toneelacteurs in hun thuisland, maar het was zijn tante Adelaide die de familienaam Leventon het meeste eer aandeed: zij emigreerde in 1902 naar Amerika en begon een roemrijke carrière op Broadway onder de podiumnaam Alla Nazimova. Zelf emigreerde Leventon in 1909 samen met zijn moeder en zus naar de Verenigde Staten.

## Leven als schrijver
In de Verenigde Staten begon Vladimir een carrière als schrijver van pulpromans en freelance journalist. In die periode gaf hij zichzelf verschillende bijnamen om zijn straatarme Russische afkomst te verdoezelen voor de studiobonzen. Val Lewton was zo'n pseudoniem dat hij eerst voor twee boeken gebruikte en daarna opnieuw het leven inblies wanneer een van deze boeken verfilmd werd (No Man of Her Own uit 1932 met onder meer Clark Gable). Lewton bleek een uitgesproken talent te hebben voor het vertellen van verhalen, en dat zou hem ten goede komen, want vanaf 1933 mocht hij werken voor een man die de geschiedenis zou ingaan als de grootste Hollywoodproducer aller tijden.

## In de schaduw van de meester
David O. Selznick was een man die al sinds 1923 A-films produceerde die flink veel geld in het laatje brachten. Zijn meesterwerk op dat moment was King Kong (1933), een nooit gezien spektakel vol met allerlei special effects. Lewton begon voor hem te werken als story editor, en schreef onder meer verschillende scènes voor wat later zou gelden als Selznick's magnum opus: Gone with the Wind (1939). Zo schrijft hij onder meer de "Atlanta hospital" scène waarin honderden gewonde soldaten op draagberries getoond zouden worden via een camera op een kraan die blijft uitzoomen.

## Lewton als horrorproducent
Hoewel hij nu zekerheid en goed betaald werk had, was Lewton niet gelukkig. Hij zag geen verdere doorgroeimogelijkheden en kreeg nooit het zuurverdiende krediet voor zijn werk. RKO Radio Pictures, de studio die in 1933 King Kong had geproduceerd, zat in slechte financiële papieren door de twee flops die Orson Welles kort na elkaar had gedraaid (Citizen Kane en The Magnificent Ambersons, die daarna tot cultklassiekers zouden uitgroeien), en de grote baas werd ontslagen. Het was de taak van de nieuwe eigenaar om de studio opnieuw uit het financiële slop te trekken.
In het begin van de jaren 40 besloot de top van RKO om horror als nieuw uitgangspunt te gebruiken. Universal had eerder al hoog gescoord aan de kassa met zijn Dracula, Frankenstein en vooral met The Wolf Man in de jaren 40, toen het oorlogsklimaat ervoor zorgde dat horrorfilms erg veel succes kenden. De negen films die Val Lewton zou produceren bij RKO, waren zijn artistieke erfenis. De studio kocht B-filmtitels voor een appel en een ei en gaf Lewton een habbekrats als budget, maar toch oogstte hij er erg grote successen mee.
Het publiek ontdekte al snel Lewtons debuutfilm (Cat People) en de film werd een overdonderend succes aan de kassa. Zijn tweede (I Walked with a Zombie) wordt door velen beschouwd als zijn beste film, maar pas wanneer Boris Karloff zijn intrede deed in het oeuvre van Lewton stegen de inkomsten echt aanzienlijk. Karloff had eerder zijn strepen verdiend als het monster van Frankenstein en de mummie bij Universal, maar in deze drie prenten speelt hij menselijke schurken met meer emotionele diepte.

## De laatste jaren
In 1946 had Lewton zijn nieuwste film Bedlam afgerond, en dankzij hem maakte RKO de meest winstgevende periode uit haar geschiedenis mee. Hij mocht A-films gaan regisseren met de volmondige toestemming van het management, maar hij wilde liever B-films blijven maken om zijn vrienden waar hij al die jaren mee had gewerkt niet in de steek te laten. Hij raakte zwaar overwerkt en in een financieel dal. Hij verliet RKO en wilde samen met twee vrienden een eigen productiebedrijf stichten. Helaas waren de twee ongeveer tien jaar jonger en een stuk vitaler dan de opgebrande Lewton, die omtrent 1944 al een hartaanval had gekregen die hem bijna fataal was geworden.
Val Lewton overleed op 14 maart 1951 aan een tweede en dit keer wél fatale hartaanval, hij liet een vrouw en twee kinderen na.

## "De bus"
Lewton liet een rijke artistieke erfenis na, maar zijn bekendste overlevering was wel de scène die in vakjargon "de bus" genoemd werd, naar een scène uit Cat People. In deze scène versnelt het vrouwelijke hoofdpersonage de pas nadat ze het gevoel krijgt achtervolgd te worden. De camera draait zachtjes naar links terwijl de actrice dezelfde richting opkijkt en plots komt er een luid sissende bus vanuit de rechterkant het beeld in, wat een schrikeffect tot gevolg heeft. Dit soort scènes werd later vooral aan Alfred Hitchcock toegeschreven, maar het was Lewton die de trend startte.